# Крещение огнём (альбом)
| Оценки критиков | Оценки критиков |
| Источник        | Оценка          |
| --------------- | --------------- |
| Darkside        | 7/10            |

«Креще́ние огнём» — девятый студийный альбом группы «Ария». Вышел в мае 2003 года. Первый после раскола в 2002 году и первый с участием Артура Беркута и Сергея Попова. Также это второй альбом с участием вновь вернувшегося в группу прежнего барабанщика Максима Удалова.
Песни «Колизей» и «Там высоко» были победителями хит-парада «Чартова дюжина».
Военно-историческая линия альбома продолжилась в «Армагеддоне».

## История создания
Покинувший группу годом ранее, вокалист Валерий Кипелов в интервью журналу «Fuzz» вспоминал:
После записи альбома «Химеры» (2001) поступило предложение сразу же записывать следующий альбом, к чему лично я был не готов. Отношения были подорваны очень сильно, а заниматься творчеством в состоянии, когда нет понимания друг друга, невозможно. Я хотел подождать, пока отношения наладятся…
В альбоме преобладала военно-историческая тематика, отчасти связанная с продолжением работы с Александром Елиным. Песня «Колизей» посвящена древнеримским гладиаторам, «Крещение Огнём» — крещению Руси (обозреватели сочли это центральной темой альбома), «Патриот» - войне в целом. Современным войнам посвящены песни «Твой новый мир» (про солдата-идеалиста) и «Белый флаг». Песня «Битва» посвящается гипотетической войне с инопланетянами. Песни «Палач» и «Бал у Князя Тьмы» (последняя по мотивам романа «Мастер и Маргарита» Михаила Булгакова), написанные Маргаритой Пушкиной, продолжили религиозно-мистическую тематику песен из альбома «Кровь за кровь». Все песни из этого альбома исполнялись на концертах.
16 октября 2020 года на цифровых площадках выпущена новая, перезаписанная заново версия альбома с вокалом Михаила Житнякова. Причиной перезаписи стал конфликт из-за авторских прав: группа не смогла получить разрешения на публикацию от всех участников оригинальной записи. Бонус-треком в перезапись вошла новая версия песни «Поле битвы», впервые представленной на одноимённом сингле группы 2009 года. На перезаписанную версию песни «Битва» был снят клип.
Менее чем за год проблема была урегулирована и 06.05.2021 альбом вновь стал доступен в сети на всех цифровых площадках.

## Критики об альбоме
Несколько песен («Патриот», «Крещение Огнём», «Белый Флаг») вкупе с обложкой повествуют о любви гордых варваров-язычников к родному краю, их самоотверженной борьбе против раззолоченного византийского псевдохристианства и необходимости для добра быть с кулаками. Неожиданной для почтенного возраста артистов прямолинейностью эти сочинения, однако, напоминают новейшие бестселлеры какого-нибудь Н. Перумова, и непонятно, хорошо это, или не очень.17.06.2003, Дмитрий Бебенин (Звуки.ру)
В 2014 году был опубликовал список «500 лучших песен „Нашего радио“», составленный на основе выбора радиослушателей — «Колизей» занял в нём 63-е место, а «Там высоко» 139-е место.

## Список композиций
Все тексты написаны Маргаритой Пушкиной (кроме отмеченных)

### Оригинальное издание (2003)
| №                   | Название            | Текст песни         | Музыка              | Английское название       | Длительность |
| ------------------- | ------------------- | ------------------- | ------------------- | ------------------------- | ------------ |
| 1.                  | «Патриот»           |                     | Владимир Холстинин  | Patriot                   | 4:19         |
| 2.                  | «Крещение огнём»    |                     | Виталий Дубинин     | Baptism by Fire           | 6:06         |
| 3.                  | «Колизей»           | Александр Елин      | Холстинин           | Coliseum                  | 6:29         |
| 4.                  | «Палач»             |                     | Холстинин           | Executioner               | 8:38         |
| 5.                  | «Твой новый мир»    |                     | Дубинин             | Your New World            | 4:04         |
| 6.                  | «Там высоко»        |                     | Дубинин             | High Up There             | 5:37         |
| 7.                  | «Белый флаг»        | Елин                | Холстинин           | White Flag                | 4:40         |
| 8.                  | «Битва»             |                     | Сергей Попов        | Battle                    | 5:01         |
| 9.                  | «Бал у Князя Тьмы»  |                     | Дубинин             | Prince of Darkness's Ball | 5:58         |
| Общая длительность: | Общая длительность: | Общая длительность: | Общая длительность: | Общая длительность:       | 50:52        |

- Записано в январе — апреле 2003 года в студии «Ария Рекордс».

| №  | Название  | Английское название | Длительность |
| -- | --------- | ------------------- | ------------ |
| 1. | «Колизей» | Coliseum            | 6:03         |

- См. § Клипы к альбому.

### 2хLP-переиздание (2014)
| №                   | Название            | Текст песни         | Музыка              | Английское название | Длительность |
| ------------------- | ------------------- | ------------------- | ------------------- | ------------------- | ------------ |
| 1.                  | «Патриот»           |                     | Холстинин           | Patriot             | 4:20         |
| 2.                  | «Крещение огнём»    |                     | Дубинин             | Baptism by Fire     | 6:10         |
| 3.                  | «Колизей»           | Елин                | Холстинин           | Coliseum            | 6:32         |
| Общая длительность: | Общая длительность: | Общая длительность: | Общая длительность: | Общая длительность: | 17:02        |

| №                   | Название            | Музыка              | Английское название | Длительность |
| ------------------- | ------------------- | ------------------- | ------------------- | ------------ |
| 1.                  | «Палач»             | Холстинин           | Executioner         | 8:42         |
| 2.                  | «Твой новый мир»    | Дубинин             | Your New World      | 4:08         |
| Общая длительность: | Общая длительность: | Общая длительность: | Общая длительность: | 12:50        |

| №                   | Название            | Текст песни         | Музыка              | Английское название | Длительность |
| ------------------- | ------------------- | ------------------- | ------------------- | ------------------- | ------------ |
| 1.                  | «Там высоко»        |                     | Дубинин             | High Up There       | 5:41         |
| 2.                  | «Белый флаг»        | Елин                | Холстинин           | White Flag          | 4:44         |
| 3.                  | «Битва»             |                     | Попов               | Battle              | 5:05         |
| Общая длительность: | Общая длительность: | Общая длительность: | Общая длительность: | Общая длительность: | 15:30        |

| №                   | Название            | Музыка              | Английское название       | Длительность |
| ------------------- | ------------------- | ------------------- | ------------------------- | ------------ |
| 1.                  | «Бал у Князя Тьмы»  | Дубинин             | Prince of Darkness's Ball | 6:00         |
| 2.                  | «Антихрист»         | Дубинин, Холстинин  | Antichrist                | 4:59         |
| 3.                  | «Обман»             | Дубинин, Холстинин  | Deceit                    | 5:10         |
| Общая длительность: | Общая длительность: | Общая длительность: | Общая длительность:       | 16:09        |

- Стороны 1—3 и «Бал у Князя Тьмы» (№ 1, сторона 4) записаны в январе — апреле 2003 года в студии «Ария Рекордс».
- Сторона 4: № 2—3 записаны в 2002 году в студии «Ария Рекордс» и взяты с сингла Колизей.
  - «Антихрист» записан(а) с участием Международного симфонического оркестра «Глобалис» (дирижёр — Константин Кримец, аранжировка оркестра — Кирилл Усманский).

### «Перезагрузка» (2020)
| №                   | Название                   | Текст песни         | Музыка              | Английское название       | Длительность |
| ------------------- | -------------------------- | ------------------- | ------------------- | ------------------------- | ------------ |
| 1.                  | «Патриот»                  |                     | Холстинин           | Patriot                   | 4:22         |
| 2.                  | «Крещение огнём»           |                     | Дубинин             | Baptism by Fire           | 6:09         |
| 3.                  | «Колизей»                  | Александр Елин      | Холстинин           | Coliseum                  | 6:31         |
| 4.                  | «Палач»                    |                     | Холстинин           | Executioner               | 8:52         |
| 5.                  | «Твой новый мир»           |                     | Дубинин             | Your New World            | 4:07         |
| 6.                  | «Там высоко»               |                     | Дубинин             | High Up There             | 5:43         |
| 7.                  | «Белый флаг»               | Александр Елин      | Холстинин           | White Flag                | 4:45         |
| 8.                  | «Битва»                    |                     | Попов               | Battle                    | 5:06         |
| 9.                  | «Бал у Князя Тьмы»         |                     | Дубинин             | Prince of Darkness's Ball | 6:09         |
| 10.                 | «Поле битвы» (Bonus Track) |                     | Дубинин             | Battleground              | 5:43         |
| Общая длительность: | Общая длительность:        | Общая длительность: | Общая длительность: | Общая длительность:       | 57:27        |

- Всё записано в 2020 году в студии «Ария Рекордс».

## Участники записи
| «Ария» - Артур Беркут — вокал (запись 2003 г.) - Михаил Житняков — вокал (перезапись 2020 г.) - Владимир Холстинин — гитара, мандолина (2) - Сергей Попов — гитара - Виталий Дубинин — бас, вокал - Максим Удалов — барабаны Струнный квартет BACH’US (4) - Дмитрий Синьковский — скрипка - Марина Катаржнова — скрипка - Ольга Жмаева — альт - Ярослав Ковалев — виолончель | Производство - Владимир Холстинин, Виталий Дубинин — продюсеры - Дмитрий Калинин — звукоинженер - Андрей Субботин — мастеринг 2003 года - Максим Самосват — сведение и мастеринг 2020 года Техническая группа - Олег Лычагин - Алексей Глебов - Андрей Корчагин Остальные - Лео Хао — художник, фото, концепция оформления - Николай «Dr.Venom» Симкин — дизайн, концепция оформления - Дилан Трой, Александр Давыдович — подготовка к печати - Юрий Соколов, Юлия Беликова — менеджмент |

## Клипы к альбому
1. «Колизей» (2003) — снят на киностудии имени Горького режиссёром Георгием Тоидзе. Музыканты «Арии» предстают в облике гладиаторов, ожидающих выхода на арену, где их ждёт ревущая толпа. В клипе использована сокращённая версия песни без третьего куплета.
2. «Крещение огнём» (2004) — клип показывает исполнение этой песни группой во время концерта в ДС «Лужники» 18.11.2003. Монтаж клипа отличается от монтажа DVD с этого же концерта «Живой огонь».
3. «Там высоко» (2005) — клип сделан Андреем Дубининым (сыном Виталия Дубинина, бас-гитариста группы) в виде слайд-шоу. По сюжету старика посещает Смерть, но не в виде классической старухи с косой, а в образе маленькой девочки. В отличие от двух предыдущих, не транслировался по ТВ, а был выложен в сеть.
4. «Битва» (2021)[10][12]